# 百瀨義行
百瀨義行（1953年11月29日—）為日本的動畫家、動畫導演及實業家。個人另有使用的別名。

## 簡介
1953年出生於東京都，在1971年進入了NeoMedia動畫製作公司。生涯早期為各種電視動畫擔任原畫、或動畫師等職務。
在加入吉卜力工作室後，分別為《螢火蟲之墓》、《心之谷》、《神隱少女》等作品擔任原畫，並多在高畑勳執導的作品中負責分鏡圖，也曾身任吉卜力的電腦CG部部長。
百瀨義行首次在吉卜力執導的動畫作品為2000年的《Ghiblies》。之後在2004年、2005年與音樂組合團體capsule合作，創作了科幻風格的音樂短篇動畫三部曲《可攜式機場》、《space station No.9》、《飛天都市計畫》；並也曾在新垣結衣的歌曲《Piece》音樂錄影帶中擔任導演。
除參與吉卜力動畫製作外，百瀨義行也在後續接任了動畫企劃公司MoonAnimation的社長、董事。

## 參與作品

### 動畫電影
- 切洛努普的狐狸：原畫
- 螢火蟲之墓（1988年）：副作畫監督
- 兒時的點點滴滴（1991年）：場面設計、分鏡圖
- 紅豬（1992年）：原畫
- 平成狸合戰（1994年）：畫面構成
- 心之谷（1995年）：原畫
- 魔法公主（1997年）：CG製作
- 隔壁的山田君（1999年）：分鏡圖、場面構成、演出
- 神隱少女（2001年）：原畫
- 地海戰記（2006年）：原畫
- 輝耀姬物語（2013年）：特別場景設計
- 小小英雄－螃蟹與蛋與透明人－（2018年）：導演
- 第二國度（2019年）：導演
- 閣樓的拉傑（2022年）：導演

### 短篇動畫
- On Your Mark（1995年）：原畫
- Ghiblies episode2（2002年）：導演、劇本
- 可攜式機場（2004年）：導演、分鏡圖（以的名義）
- space station No.9（2005年）：導演、分鏡圖（以的名義）
- 飛天都市計畫（2005年）：導演、分鏡圖（以的名義）

### 電視動畫
- 虎面人（1971年）：動畫師
- 排球甜心（1971年）：動畫師
- 天才笨蛋阿松（1971年）：動畫師
- 根性青蛙（1972年）：原畫
- 荒野少年（1973年）：原畫
- （1974年）：原畫
- 天方夜譚（1975年）：作畫監督
- 小小露露秀（1976年）：作畫監督
- 小英的故事（1978年）：作畫監督、原畫
- 靈犬雪麗（1981年）：作畫監督
- 我的孫悟空（1989年）：角色設計、作畫監督、原畫
- 以柔克剛（1989年）：作畫監督
- Ghiblies（2000年）：導演

### 電子遊戲
- 第二國度 漆黑的魔導士（遊戲過場動畫，2010年）：導演
- 第二國度 白色聖灰的女王（遊戲過場動畫，2011年）：導演

### 音樂錄影帶
- 新垣結衣單曲《Piece》（2009年）：導演
- JR西日本SSummer Train（2015年）：導演

### 廣告
- 好侍食品廣告動畫《回家吃飯吧》（夏季篇、冬季篇，2004年）：演出

### 其它
- 日本科學未來館動畫《宇宙電梯 科學者夢寐的未來》（2007年）：角色設計（以的名義）

## 畫集
- 百瀨義行 Studio Ghibli Works（2011年）